# Reforma educacional de 1965 en Chile
La Reforma Educacional de 1965 en Chile se refiere al proceso de reestructuración del sistema educacional chileno a través de tres ejes: la ampliación e igualación de oportunidades educativas, los cambios educacionales en función del desarrollo económico social y político, y la Implementación de un nuevo modelo pedagógico que modificó tanto los programas escolares, como las relaciones sociales dentro de los establecimientos. Esta Reforma se llevó a cabo por el gobierno de Eduardo Frei Montalva y su estrategia general del cambio social expresada como la “Revolución en Libertad”.

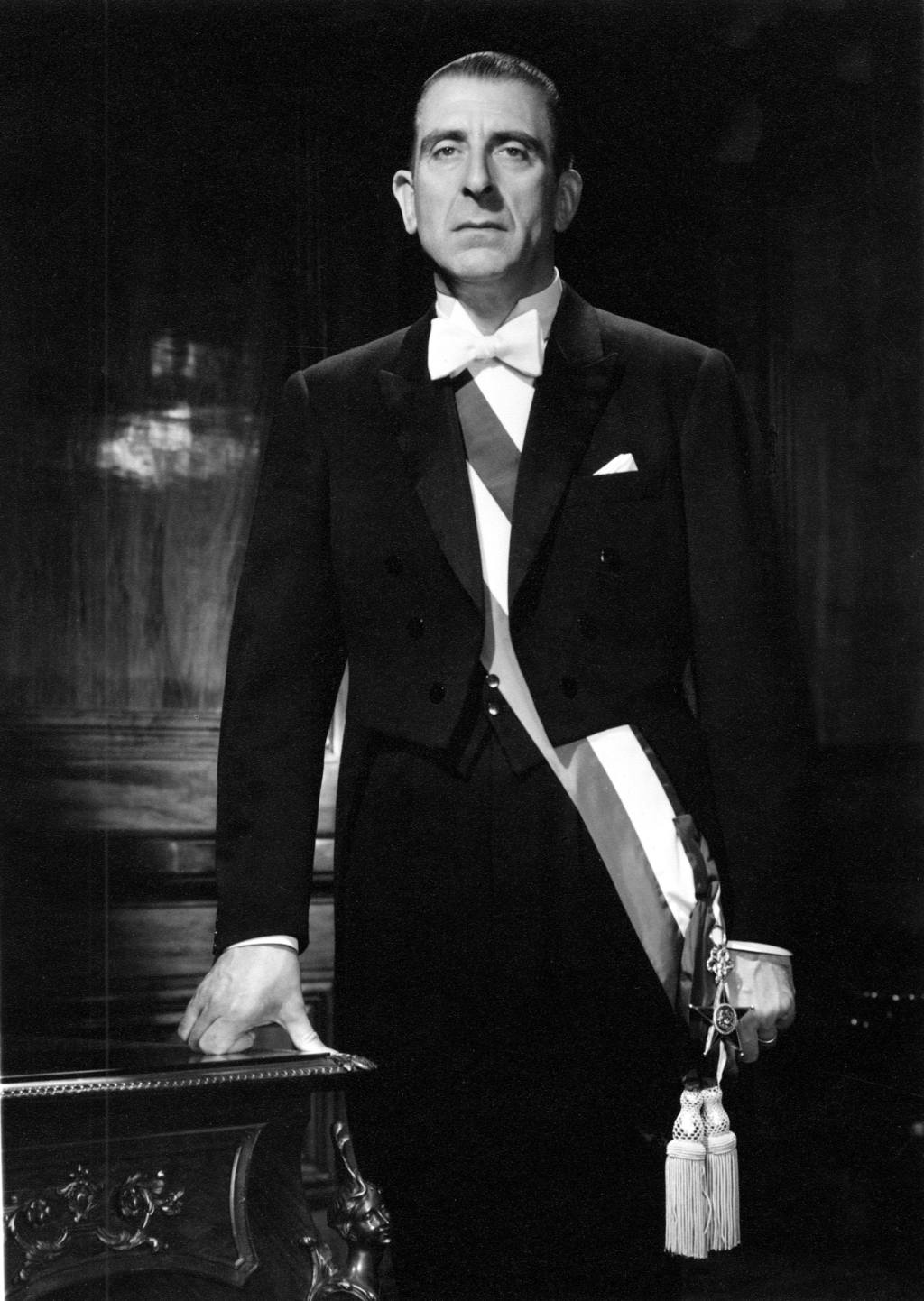
Fotografía del presidente chileno Eduardo Frei Montalva (1964-1970)

## Antecedentes
Hasta el año 1964, el crecimiento del sistema educacional chileno se llevaba a cabo como un producto del deseo de gobernantes y educadores visionarios. Su incremento fue inorgánico, debido a que no se utilizaron técnicas de planificación que posibilitaran un desarrollo del sistema a partir de la identificación de las necesidades concretas y relevantes del relevantes del país.
Tras el Decreto N°19138, promulgado el 28 de diciembre de 1962, se creó la Comisión de Planeamiento Integral de la Educación integrada por representantes del Ministerio de Hacienda, Ministerio de Educación, Parlamento, Consejo de Rectores y de la Educación Particular. Fue la primera vez que en Chile se implementó una planificación del sistema escolar en sus técnicas más modernas.
En diciembre de 1964, el nuevo Gobierno de Frei Montalva se preocupó en forma prioritaria de la educación. Así, a sólo 15 días de asumir la presidencia dio el impulso para poner en marcha el denominado Plan Extraordinario de Educación que fomentó cambios profundos con el fin de mejorar cualitativa y cuantitativamente la educación pública del país. A través de esta iniciativa y previo a la Reforma de 1965 se instauró una especie de plan de emergencia basado en una serie de nuevos estudios, el que se inició aquel mismo mes con la realización de un censo escolar. 
A partir de este censo se dio a conocer un diagnóstico profundo de la realidad educacional: la demanda real de matrícula era de 186 mil niños.

### Informe "Bases Generales para el Planeamiento de la Educación Chilena"
En 1961 se publicó el informe “Bases Generales para el Planeamiento de la Educación Chilena” a través del cual se dieron a conocer datos que alarmaron a Jorge Alessandri, presidente de la República, pues revela que los años cursados por la mayoría de los escolares no superan los 2 años. Así, el abandono escolar se mostró directamente relacionado con las tasas de analfabetismo al llegar a la etapa adulta, las que eran considerables. 
Además, estableció las razones por las que la deserción escolar alcanzaba grandes porcentajes. Entre sus causas se encontraban: el uso de técnicas ineficientes, la escasez y falta de cualificación de docentes, y las precarias condiciones de vida de la población.

## Reforma educacional de 1965

### Objetivo
Publicada bajo el liderazgo de Juan Gómez Millas, Ministro de Educación Pública del Gobierno de Frei Montalva, la reforma de 1965 tuvo como objetivo ampliar la cobertura escolar y, asimismo, frenar y disminuir la deserción escolar para garantizar un mínimo nivel cultural para toda la población.

### Periodo de preparación
Para llevar a cabo estas medidas el Gobierno implementó la construcción de 6000 aulas en 1535 escuelas, y formó aceleradamente a 2700 aspirantes a maestros primarios, posteriormente se sumaron egresados de cursos regulares de formación además de los reincorporados al servicio, sumando un total de 5000 funcionarios nuevos para la Educación en Chile. Los implementos, útiles, textos y elementos para medir la asistencialidad escolar, también fueron incorporados en este período.

### Aplicación
En el año 1965 y a través del Decreto N° 27.952 se estableció la implementación gradual de la Reforma educacional a partir de 1966. La Reforma abarcó tanto a establecimientos públicos como particulares e implicó una modificación al sistema educativo vigente, ampliando la cobertura escolar.Entre las principales transformaciones que implicó la reforma se encontraron: 

#### Ampliación de la cobertura escolar
Se establecieron los siguientes niveles educativos, algunos eran de carácter voluntario y otros obligatorios: 
1. Educación parvularia: era voluntaria y estaba dirigida hacia la personalidad integral del niño y su relación con el medio ambiente y la sociedad.[4]
2. Educación general básica: era de carácter obligatorio y gratuito. Tenía una duración de ocho años.[4]
3. Educación media: tenía una duración de cuatro años y dos modalidades diferentes (Científico-humanista y Técnico-profesional). Ambas modalidades apuntaban hacia el desarrollo nacional, satisfaciendo tanto las necesidades personales del estudiante como los recursos humanos del país.[4]
  - Científico - Humanista: Abarcaba asignaturas como ciencias naturales, las ciencias humanas y las matemáticas.
  - Técnico - Profesional: Abarcaba la formación en áreas como la agricultura, la industria, el comercio y los servicios.

#### Creación del Centro de Perfeccionamiento, Experimentación e Investigaciones Pedagógicas
Con el propósito de impulsar los objetivos de la reforma, el Ministerio de Educación Pública en coordinación con el presidente de la República, fundaron el Centro de Perfeccionamiento, Experimentación e Investigaciones Pedagógicas (CPEIP). Esta institución, creada por Ley N.º 16.617 el 31 de enero de 1967 y que continúa sus labores hasta la actualidad, se enfocó en las actividades de perfeccionamiento docente existentes y desarrolló nuevas líneas en esa área. El objetivo era involucrar a la mayor cantidad posible de maestros en el aprendizaje de los principios pedagógicos que implementaba la Reforma de 1965. Además, se entregó la relevancia necesaria a la formación y perfeccionamiento de los equipos directivos que se encontraban a cargo de los nuevos establecimientos educativos que se abrieron, pues necesitaban personal preparado a cargo de los mismos.

## Logros
La matrícula incrementó en un 43,5% en seis años, logrando aumentar de 1.725.302 en 1964 a 2.477.254 alumnos en 1970. Para conseguir esto, se desarrolló un conjunto de políticas, capaces de mejorar el sistema educativo en Chile, generando nuevas superficies para edificar recintos educativos, la formación docente impulsada a través del Estado y también, la Junta Nacional de Auxilio Escolar y Becas, cumplió un rol fundamental tras su instalación en 1964, promoviendo el apoyo a los escolares en su alimentación, becas y otros.